# Wiedemar

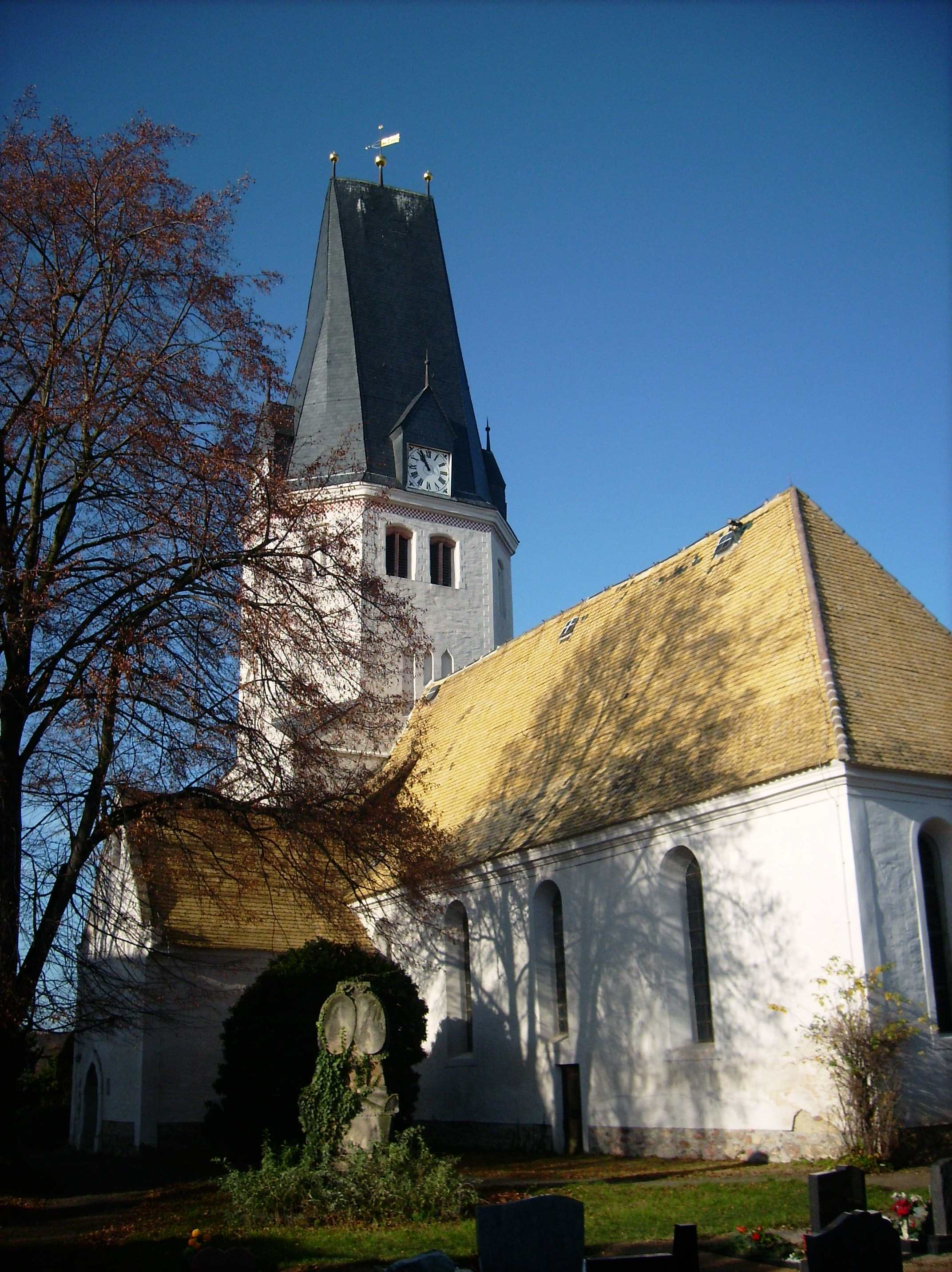
Kirche Wiedemar

Wiedemar ist eine Gemeinde im Landkreis Nordsachsen des Freistaats Sachsen.

## Geographie
Die Gemeinde Wiedemar liegt im westlichsten Zipfel des Landkreises Nordsachsen an der Grenze zu Sachsen-Anhalt (Landkreise Anhalt-Bitterfeld und Saalekreis). Halle (Saale) liegt ca. 17 km westlich und Delitzsch 13 km nordöstlich des namensgebenden Ortsteils Wiedemar. Die Gemeinde wird durch die großen, ebenen Felder der Leipziger Tieflandsbucht geprägt.

## Gemeindegliederung
Die Gemeinde Wiedemar gliedert sich in drei Ortschaften entsprechend den bis zum 31. Dezember 2012 bestehenden einzelnen Gemeinden mit jeweils mehreren Ortsteilen:
- ehemalige Gemeinde Neukyhna mit den Ortsteilen Doberstau, Kyhna, Lissa, Pohritzsch, Quering, Serbitz, Zschernitz und Zaasch
- ehemalige Gemeinde Wiedemar mit den Ortsteilen Klitschmar, Kölsa, Peterwitz, Rabutz, Werlitzsch und Wiesenena
- ehemalige Gemeinde Zwochau mit den Ortsteilen Grebehna und Zwochau.

## Geschichte
Wiedemar wurde erstmals als Villa Wedemar im Jahr 1272 urkundlich erwähnt. Wiesenena wurde erstmals 1242 als Besitz des Ritters Hermann von Wiesenena und Klitschmar (siehe Historisches Ortsverzeichnis von Sachsen (HOV)) und erstmals als Gliczene im Jahr 1349 urkundlich erwähnt. Der Name kommt ebenfalls aus dem Slawischen und dürfte so viel wie „Ort an der Quelle“ bedeuten.
Alle heutigen Ortsteile Wiedemars gehörten bis 1815 zum kursächsischen Amt Delitzsch. Einzig Kölsa bildete eine zum Amt Schkeuditz gehörige Enklave im Amt Delitzsch. Durch die Beschlüsse des Wiener Kongresses kamen die Orte einschließlich Kölsa zu Preußen und wurden 1816 dem Kreis Delitzsch im Regierungsbezirk Merseburg der Provinz Sachsen zugeteilt, zu dem sie bis 1952 gehörten. Im Zuge der Kreisreform in der DDR im Jahr 1952  wurden sie dem Kreis Delitzsch im Bezirk Leipzig zugeteilt, der 1994 im Landkreis Delitzsch aufging.
Zum 1. Januar 2013 schloss sich die bisherige Gemeinde Wiedemar mit den Gemeinden Neukyhna und Zwochau zur neuen Einheitsgemeinde Wiedemar zusammen. Die Gemeinden arbeiteten bis dahin im Verwaltungsverband Wiedemar zusammen, der mit dem Gemeindezusammenschluss aufgelöst wurde. Als Sitz der Verwaltung wurde der Ortsteil Kyhna festgelegt.
Eingemeindungen
| Ehemalige Gemeinde        | Datum          | Anmerkung                                                                             |
| ------------------------- | -------------- | ------------------------------------------------------------------------------------- |
| Doberstau                 | 1950           | Eingemeindung nach Zschernitz                                                         |
| Flemsdorf mit Ettelwitz   | 1936           | Eingemeindung nach Zwochau                                                            |
| Gördenitz                 | 1934           | Eingemeindung nach Pohritzsch                                                         |
| Grabschütz                | 1950           | Eingemeindung nach Zwochau; 1985 durch Braunkohletagebau Delitzsch-Südwest devastiert |
| Grebehna                  | 1950           | Eingemeindung nach Zwochau                                                            |
| Großkyhna                 | 1936           | Zusammenschluss zu Kyhna                                                              |
| Großlissa                 | 1950           | Zusammenschluss zu Lissa                                                              |
| Kleinkyhna                | 1936           | Zusammenschluss zu Kyhna                                                              |
| Kleinlissa                | 1950           | Zusammenschluss zu Lissa                                                              |
| Klitschmar                | 1994           | Zusammenschluss zu Wiedemar                                                           |
| Kölsa                     | 1994           | Zusammenschluss zu Wiedemar                                                           |
| Kyhna                     | 1994           | Zusammenschluss zu Neukyhna                                                           |
| Lissa                     | 1994           | Zusammenschluss zu Neukyhna                                                           |
| Neukyhna                  | 1. Januar 2013 | Zusammenschluss zur Einheitsgemeinde Wiedemar                                         |
| Peterwitz                 | 1950           | Eingemeindung nach Klitschmar                                                         |
| Pohritzsch                | 1994           | Zusammenschluss zu Neukyhna                                                           |
| Quering                   | 1950           | Eingemeindung nach Kyhna                                                              |
| Rabutz                    | 1950           | Eingemeindung nach Wiesenena                                                          |
| Schladitz                 | 1936           | Eingemeindung nach Zwochau                                                            |
| Serbitz                   | 1950           | Eingemeindung nach Zaasch                                                             |
| Werlitzsch                | 1950           | Eingemeindung nach Wiesenena                                                          |
| Wiedemar                  | 1. Januar 2013 | Zusammenschluss zur Einheitsgemeinde Wiedemar                                         |
| Wiesenena                 | 1994           | Zusammenschluss zu Wiedemar                                                           |
| Zaasch                    | 1994           | Zusammenschluss zu Neukyhna                                                           |
| Zschernitz mit Nösselwitz | 1994           | Zusammenschluss zu Neukyhna                                                           |
| Zwochau                   | 1. Januar 2013 | Zusammenschluss zur Einheitsgemeinde Wiedemar                                         |

## Bevölkerung
| Jahr | Einwohner |
| ---- | --------- |
| 2002 | 2.297     |
| 2005 | 2.248     |
| 2010 | 2.094     |
| 2015 | 5.208     |
| 2020 | 5.306     |

| Jahr | Einwohner |
| ---- | --------- |
| 2021 | 5.385     |
| 2022 | 5.532     |
| 2023 | 5.584     |
| 2024 | 5.544     |

Stand: 31. Dezember des jeweiligen Jahres (Angaben des Statistischen Landesamtes Sachsen), ab 2011 auf Basis des Zensus 2011, ab 2022 auf Basis des Zensus 2022
Der deutliche Anstieg der Einwohnerzahl 2015 ist auf den Zusammenschluss Wiedemars mit den Gemeinden Neukyhna und Zwochau im Jahr 2013 zurückzuführen.

## Politik
2024 fand in Wiedemar ein Bürgerentscheid zum Thema „Sind Sie dafür, dass die Gemeinde Wiedemar das Bebauungsplanverfahren ‚Industrievorsorgegebiet Wiedemar‘ für den Bereich zwischen den Ortslagen Pohritzsch und Zschernitz im Westen und Storkwitz im Osten fortführt?“ statt. Der Bürgerentscheid scheiterte

### Gemeinderat
Die Gemeinderatswahl am 9. Juni 2024 führte zu den nebenstehenden Ergebnissen. Frühere Wahlen sind tabellarisch aufgelistet.
| Gemeinderat ab 2024Insgesamt 15 Sitze - SPD: 1 - FWVW: 6 - SN: 3 - CDU: 5 Die Liste „Sächsischer Nordzipfel“ kann einen Sitz nicht besetzten. Der Gemeinderat verkleinert sich entsprechend. | Liste                                       | 2024   | 2024   | 2019   | 2019   | 2014   | 2014   |
| Gemeinderat ab 2024Insgesamt 15 Sitze - SPD: 1 - FWVW: 6 - SN: 3 - CDU: 5 Die Liste „Sächsischer Nordzipfel“ kann einen Sitz nicht besetzten. Der Gemeinderat verkleinert sich entsprechend. | Liste                                       | Sitze  | in %   | Sitze  | in %   | Sitze  | in %   |
| Gemeinderat ab 2024Insgesamt 15 Sitze - SPD: 1 - FWVW: 6 - SN: 3 - CDU: 5 Die Liste „Sächsischer Nordzipfel“ kann einen Sitz nicht besetzten. Der Gemeinderat verkleinert sich entsprechend. | Freie Wählervereinigung Wiedemar            | 6      | 34,5   | 5      | 32,0   | 2      | 14,3   |
| Gemeinderat ab 2024Insgesamt 15 Sitze - SPD: 1 - FWVW: 6 - SN: 3 - CDU: 5 Die Liste „Sächsischer Nordzipfel“ kann einen Sitz nicht besetzten. Der Gemeinderat verkleinert sich entsprechend. | CDU                                         | 5      | 34,4   | 8      | 46,8   | 11     | 60,1   |
| Gemeinderat ab 2024Insgesamt 15 Sitze - SPD: 1 - FWVW: 6 - SN: 3 - CDU: 5 Die Liste „Sächsischer Nordzipfel“ kann einen Sitz nicht besetzten. Der Gemeinderat verkleinert sich entsprechend. | Heimatverein „Sächsischer Nordzipfel“ e. V. | 3      | 23,0   | 1      | 8,0    | –      | –      |
| Gemeinderat ab 2024Insgesamt 15 Sitze - SPD: 1 - FWVW: 6 - SN: 3 - CDU: 5 Die Liste „Sächsischer Nordzipfel“ kann einen Sitz nicht besetzten. Der Gemeinderat verkleinert sich entsprechend. | SPD                                         | 1      | 8,1    | 2      | 13,2   | –      | –      |
| Gemeinderat ab 2024Insgesamt 15 Sitze - SPD: 1 - FWVW: 6 - SN: 3 - CDU: 5 Die Liste „Sächsischer Nordzipfel“ kann einen Sitz nicht besetzten. Der Gemeinderat verkleinert sich entsprechend. | Heimatverein                                | –      | –      | –      | –      | 1      | 10,3   |
| Gemeinderat ab 2024Insgesamt 15 Sitze - SPD: 1 - FWVW: 6 - SN: 3 - CDU: 5 Die Liste „Sächsischer Nordzipfel“ kann einen Sitz nicht besetzten. Der Gemeinderat verkleinert sich entsprechend. | FDP                                         | –      | –      | –      | –      | –      | 1,9    |
| Gemeinderat ab 2024Insgesamt 15 Sitze - SPD: 1 - FWVW: 6 - SN: 3 - CDU: 5 Die Liste „Sächsischer Nordzipfel“ kann einen Sitz nicht besetzten. Der Gemeinderat verkleinert sich entsprechend. | Wahlbeteiligung                             | 68,4 % | 68,4 % | 55,4 % | 55,4 % | 45,9 % | 45,9 % |

### Bürgermeister
- 1994–2013: Karin Bödemann (CDU)[11]
- 2013–2020: Ines Möller[12]
- seit 2020: Steve Ganzer (CDU)

Ganzer wurde in der Bürgermeisterwahl am 20. September 2020 mit 60,5 % der gültigen Stimmen für eine Amtszeit von sieben Jahren gewählt.
| Wahl | Bürgermeister  | Vorschlag | Wahlergebnis (in %) |
| ---- | -------------- | --------- | ------------------- |
| 2020 | Steve Ganzer   | CDU       | 60,5                |
| 2013 | Ines Möller    | CDU, SPD  | 67,2                |
| 2008 | Karin Bödemann | CDU       | 98,9                |
| 2001 | Karin Bödemann | CDU       | 81,4                |

## Sehenswürdigkeiten

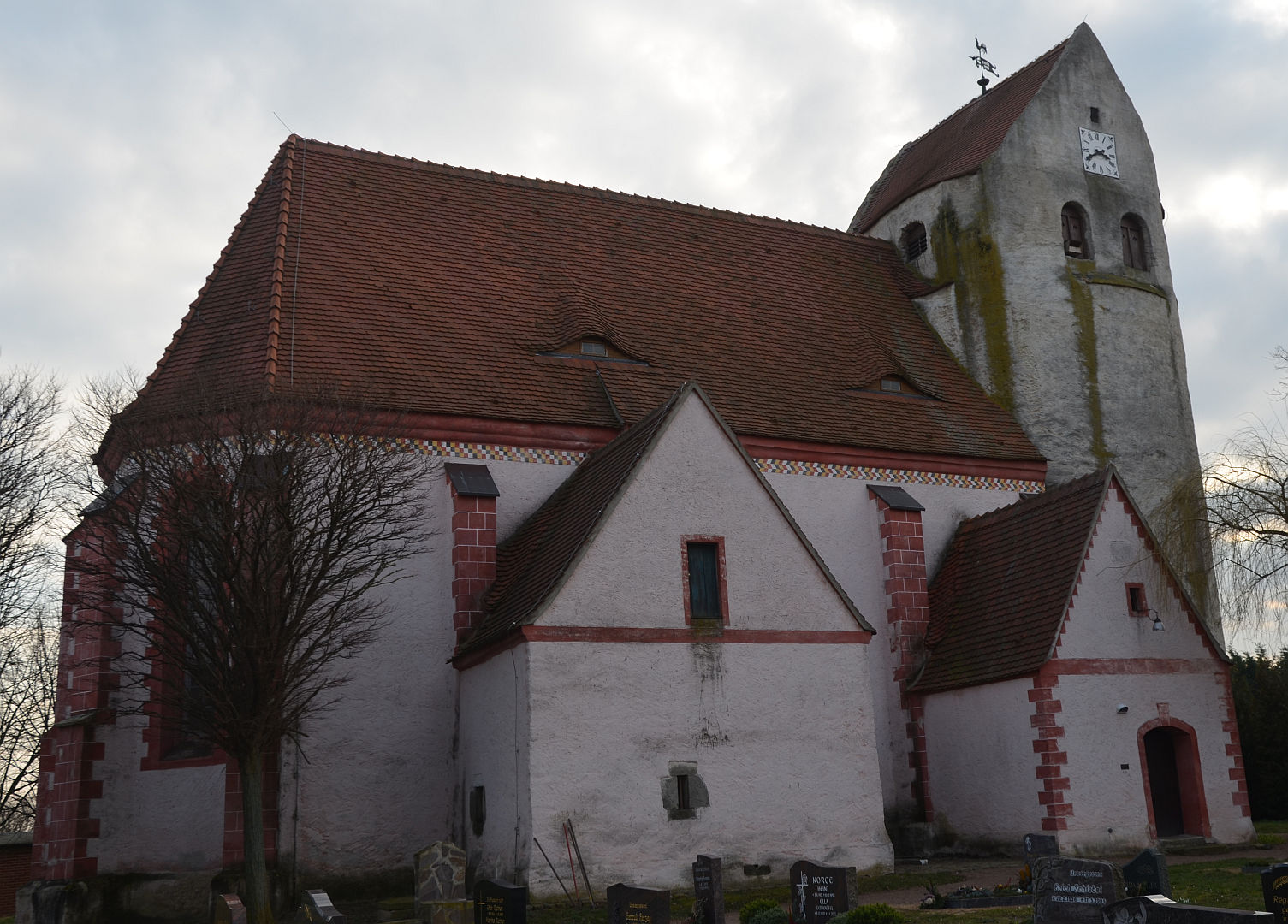
Dorfkirche Kölsa

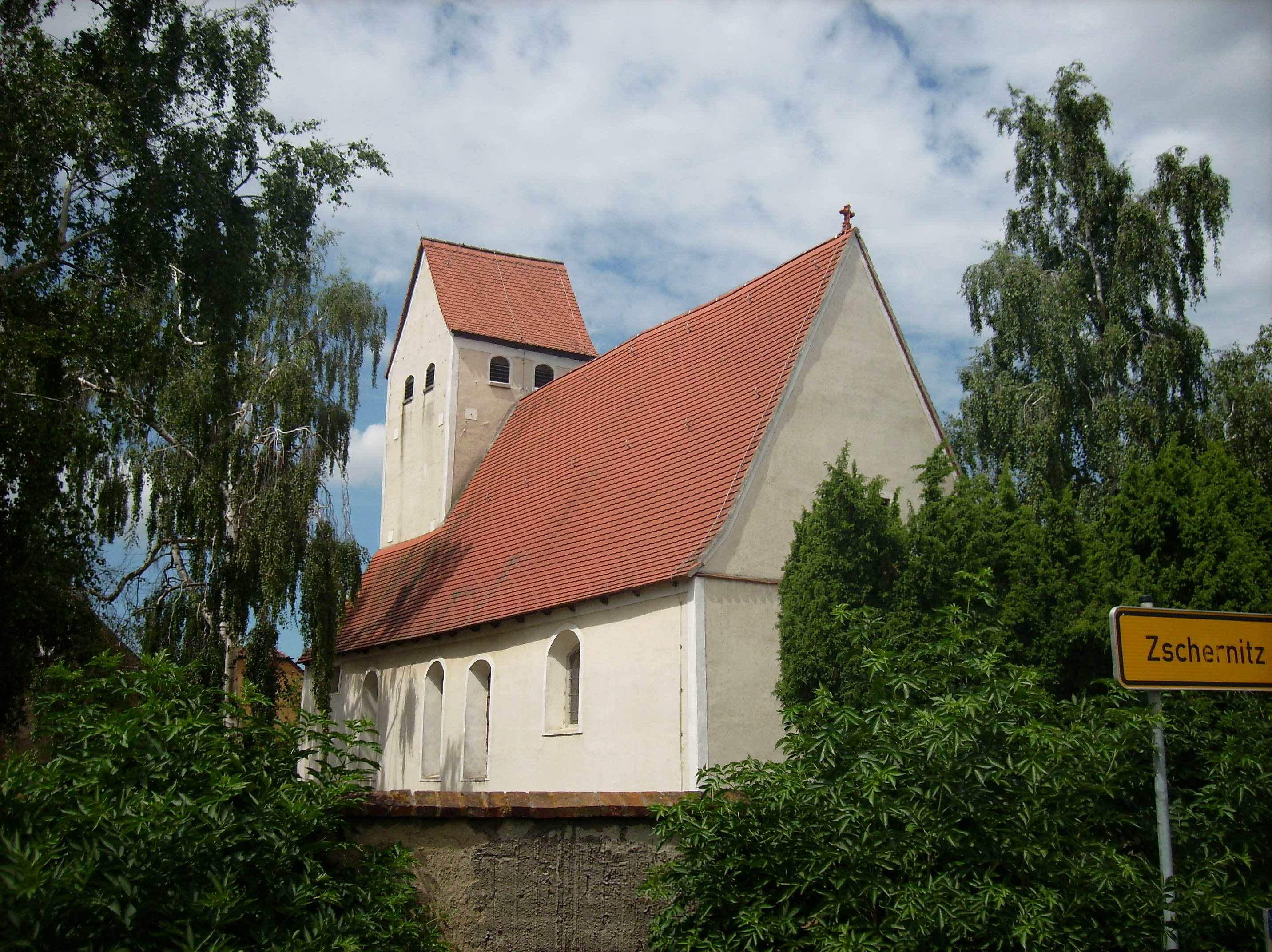
Dorfkirche Klitschmar

- Spätgotische Kirche Wiedemar aus dem 14. und 15. Jahrhundert
- Kirche in Kölsa von 1522 mit romanischem Turm
- Dorfkirche in Klitschmar, vermutlich aus dem 15. Jahrhundert
- Gedenkstein von 1964 auf dem Dorfplatz für den kommunistischen Widerstandskämpfer Willi Grübsch, der 1944 im KZ Sachsenhausen ermordet wurde

## Verkehr
Die Bundesautobahnen A 14 (im Süden) und die A 9 (zentral von Norden nach Süden) führen durch das Gemeindegebiet und kreuzen sich im Schkeuditzer Kreuz auf dem Gemeindegebiet. Erstere ist über den Anschluss Gröbers, letztere über den Anschluss Wiedemar erreichbar.

## Persönlichkeiten

### Söhne und Töchter der Gemeinde
- Johann Karl Kell (1693–nach 1627), Dichter, geboren in Zwochau
- Johann Sigismund von Pezold (1704–1783), sächsischer Diplomat
- Christian Friedrich Petzold (1743–1788), evangelischer Theologe
- Carl Gottlob Küttner (1755–1805), Reiseschriftsteller
- Johann Gottfried Stallbaum (1793–1861), Rektor der Thomasschule zu Leipzig, geboren in Zaasch
- Louis Holzweissig (1840–1916), Unternehmer, geboren in Kölsa
- Armin Baltzer (1842–1913), Geologe, geboren in Zwochau
- Bruno Garlepp (1845–1916), Schriftsteller, geboren in Kölsa
- Theodor Fritsch (1852–1933), antisemitischer Publizist, geboren in Wiesenena
- Willi Grübsch (1907–1944), kommunistischer Widerstandskämpfer, Opfer der NS-Diktatur
- Erich Rudorffer (1917–2016), Luftwaffenoffizier im Zweiten Weltkrieg, geboren in Zwochau
- Werner Peters (1918–1971), Schauspieler, geboren in Werlitzsch

### Mit Wiedemar verbunden
- Christoph Gottfried Ringe (1713–1797), Maler und Grafiker, lebte in Wiedemar
- Friedrich Baltzer (1801–1885), Pfarrer in Zwochau
- Bettina Fortunato (* 1957), Politikerin (Die Linke), in Serbitz aufgewachsen
- Ramon Roselly (* 1993), Schlagersänger, lebt in Zschernitz
- Tina Trompter (* 2001), Politikerin (CDU), lebt in Wiedemar